# Championnat d'Europe masculin de basket-ball des moins de 16 ans
Cet article traite de l'épreuve masculine. Pour la compétition féminine, voir Championnat d'Europe féminin de basket-ball des moins de 16 ans.
Le Championnat d’Europe masculin de basket-ball des moins de 16 ans (ou cadets) est une compétition masculine de basket-ball qui oppose les meilleures sélections nationales d’Europe des joueurs de moins de 16 ans. Elle était organisée par la FIBA Europe tous les 2 ans depuis 1971. Depuis 2003, la compétition a lieu tous les ans et le championnat est divisé en 3 divisions suivant le niveau de la sélection nationale. Le titre de champion d'Europe se joue donc entre les 16 sélections de la Division A. La même année (mais pas à la même période et pas dans le même pays) se déroulent le championnat de Division B et le championnat de Division C, regroupant respectivement 21 sélections nationales et 9 sélections nationales. Les cinq premières équipes de la compétition, se déroulant une année impaire, se qualifient directement pour la Coupe du monde masculine de basket-ball des moins de 17 ans.
L'édition 2020 est annulée par la FIBA Europe, en raison de la pandémie de coronavirus.
Les champions en titre sont la France.

## Division A

### Palmarès
| Année | Pays hôte                         | Finale | Finale | Finale | Petite finale                                                                                              | Petite finale                                                                                              | Petite finale                                                                                              | MVP |
| Année | Pays hôte                         | Champion                                                                                                   | Score | Deuxième                                                                                                   | Troisième                                                                                                  | Score | Quatrième                                                                                                  | MVP |
| ----- | --------------------------------- | --- | --- | --- | --- | --- | --- | --- |
| 1971  | Gorizia                           | Yougoslavie                                                                                                | 74-60 | Italie | URSS | 56-55 | Espagne | non mis en place                                                                                           |
| 1973  | Angri, Summonte                   | URSS | 68-57 | Espagne | Yougoslavie                                                                                                | 77-74 | Italie | non mis en place                                                                                           |
| 1975  | Athènes, Thessalonique            | URSS (2)                                                                                                   | 64-61 | Grèce | Yougoslavie                                                                                                | 74-72 | Italie | non mis en place                                                                                           |
| 1977  | Le Touquet, Berck                 | Turquie | 68-66 | Yougoslavie                                                                                                | URSS | 95-70 | Italie | non mis en place                                                                                           |
| 1979  | Damas                             | Yougoslavie (2)                                                                                            | 103-100 | Italie | Espagne | 122-82 | Allemagne de l'Ouest                                                                                       | non mis en place                                                                                           |
| 1981  | Thessalonique, Kateríni           | URSS | 72-57 | Italie | Allemagne de l'Ouest                                                                                       | 78-64 | Finlande                                                                                                   | non mis en place                                                                                           |
| 1983  | Tübingen, Louisbourg              | Yougoslavie (3)                                                                                            | 89-86 | Espagne | Allemagne de l'Ouest                                                                                       | 72-69 | Grèce | non mis en place                                                                                           |
| 1985  | Roussé                            | Yougoslavie (4)                                                                                            | 99-81 | Espagne | Italie | 85-81 | Allemagne de l'Ouest                                                                                       | non mis en place                                                                                           |
| 1987  | Székesfehérvár, Kaposvár          | Yougoslavie (5)                                                                                            | 83-77 | Italie | URSS | 84-76 | Espagne | non mis en place                                                                                           |
| 1989  | Guadalajara, Tarancón, Cuenca     | Grèce | 81-79 | Yougoslavie                                                                                                | Italie | 63-59 | Turquie | non mis en place                                                                                           |
| 1991  | Kastoriá, Komotiní, Thessalonique | Italie | 106-91 | Grèce | Espagne | 87-67 | Turquie | non mis en place                                                                                           |
| 1993  | Trabzon, Giresun, Samsun          | Grèce (2)                                                                                                  | 76-58 | Espagne | Russie | 72-62 | Turquie | non mis en place                                                                                           |
| 1995  | Setúbal, Seixal, Almada           | Croatie | 75-62 | Espagne | Grèce | 73-72 | Macédoine                                                                                                  | non mis en place                                                                                           |
| 1997  | Pepinster, Courtrai, Quaregnon    | RF Yougoslavie (6)                                                                                         | 100-87 | Russie | Israël | 65-55 | France | non mis en place                                                                                           |
| 1999  | Polzela, Celje, Laško             | RF Yougoslavie (7)                                                                                         | 59-48 | Grèce | Turquie | 81-63 | France | Aleksandar Gajić                                                                                           |
| 2001  | Riga                              | RF Yougoslavie (8)                                                                                         | 55-43 | Russie | Espagne | 75-74 | Lituanie                                                                                                   | Veljko Tomović                                                                                             |
| 2003  | Madrid                            | Serbie-et-Monténégro                                                                                       | 83-68 | Turquie | Russie | 92-70 | Espagne | Nemanja Aleksandrov                                                                                        |
| 2004  | Amaliáda, Pýrgos                  | France | 65-60 | Russie | Turquie | 75-69 | Lituanie                                                                                                   | Vitaly Kuznetsov                                                                                           |
| 2005  | León                              | Turquie | 61-55 | France | Espagne | 70-63 | Lituanie                                                                                                   | Antoine Diot                                                                                               |
| 2006  | Linares, Andújar, Martos          | Espagne | 110-106 | Russie | Serbie-et-Monténégro                                                                                       | 85-69 | Croatie | Ricky Rubio                                                                                                |
| 2007  | Ierápetra, Réthymnon, Héraklion   | Serbie | 56-55 | Espagne | Lituanie                                                                                                   | 65-55 | Turquie | Dejan Musli                                                                                                |
| 2008  | Chieti                            | Lituanie                                                                                                   | 75-33 | République tchèque                                                                                         | Turquie | 77-65 | France | Jonas Valančiūnas                                                                                          |
| 2009  | Kaunas                            | Espagne (2)                                                                                                | 70-64 | Lituanie                                                                                                   | Serbie | 75-69 | Pologne | Tauras Jogėla                                                                                              |
| 2010  | Bar                               | Croatie (2)                                                                                                | 80-52 | Lituanie                                                                                                   | Turquie | 75-64 | Espagne | Dario Šarić                                                                                                |
| 2011  | Pardubice, Hradec Králové         | Croatie (3)                                                                                                | 67-57 | République tchèque                                                                                         | Espagne | 61-53 | France | Mario Hezonja                                                                                              |
| 2012  | Panevėžys, Vilnius Ventspils      | Turquie (3)                                                                                                | 66-61 | France | Serbie | 83-69 | Italie | Okben Ulubay                                                                                               |
| 2013  | Kiev                              | Espagne (3)                                                                                                | 65-63 | Serbie | Grèce | 78-50 | Italie | Stefan Peno                                                                                                |
| 2014  | Riga, Ogre, Liepāja, Grobiņa      | France (2)                                                                                                 | 78-53 | Lettonie                                                                                                   | Espagne | 77-73 | Turquie | Killian Tillie                                                                                             |
| 2015  | Kaunas                            | Bosnie-Herzégovine                                                                                         | 85-83 | Lituanie                                                                                                   | Turquie | 83-72 | Espagne | Džanan Musa                                                                                                |
| 2016  | Radom                             | Espagne (4)                                                                                                | 74-72 | Lituanie                                                                                                   | Turquie | 77-70 | Croatie | Usman Garuba                                                                                               |
| 2017  | Podgorica                         | France (3)                                                                                                 | 75-68 | Monténégro                                                                                                 | Serbie | 76-71 | Croatie | Killian Hayes                                                                                              |
| 2018  | Novi Sad                          | Croatie (4)                                                                                                | 71-70 | Espagne | Turquie | 82-59 | France | Roko Prkačin                                                                                               |
| 2019  | Udine                             | Espagne (5)                                                                                                | 70-61 | France | Italie | 73-68 | Russie | Rubén Domínguez                                                                                            |
| 2020  | -                                 | Tournoi annulé en raison de la pandémie de coronavirus                                                     | Tournoi annulé en raison de la pandémie de coronavirus                                                     | Tournoi annulé en raison de la pandémie de coronavirus                                                     | Tournoi annulé en raison de la pandémie de coronavirus                                                     | Tournoi annulé en raison de la pandémie de coronavirus                                                     | Tournoi annulé en raison de la pandémie de coronavirus                                                     | Tournoi annulé en raison de la pandémie de coronavirus                                                     |
| 2021  | -                                 | Tournoi annulé en raison de la pandémie de coronavirus et remplacé par les Challengers européens 2021 (en) | Tournoi annulé en raison de la pandémie de coronavirus et remplacé par les Challengers européens 2021 (en) | Tournoi annulé en raison de la pandémie de coronavirus et remplacé par les Challengers européens 2021 (en) | Tournoi annulé en raison de la pandémie de coronavirus et remplacé par les Challengers européens 2021 (en) | Tournoi annulé en raison de la pandémie de coronavirus et remplacé par les Challengers européens 2021 (en) | Tournoi annulé en raison de la pandémie de coronavirus et remplacé par les Challengers européens 2021 (en) | Tournoi annulé en raison de la pandémie de coronavirus et remplacé par les Challengers européens 2021 (en) |
| 2022  | Skopje                            | Lituanie (2)                                                                                               | 77-68 | Espagne | France | 65-46 | Grèce | Mario Saint-Supéry                                                                                         |
| 2023  | Skopje                            | Espagne (6)                                                                                                | 77-68 | Italie | France | 88-62 | Lituanie                                                                                                   | Guillermo Del Pino                                                                                         |
| 2024  | Heraklion                         | France(4)                                                                                                  | 82-70 | Espagne | Serbie | 74-65 | Grèce | Cameron Houindo                                                                                            |

### Médailles par pays
Tableau actualisé après le championnat 2024.
| Rang | Nation                                     | Or | Argent | Bronze | Total |
| ---- | ------------------------------------------ | -- | ------ | ------ | ----- |
| 1    | Yougoslavie / Rép. fédérale de Yougoslavie | 8  | 2      | 2      | 12    |
| 2    | / Espagne                                  | 6  | 9      | 6      | 21    |
| 3    | France                                     | 4  | 3      | 2      | 9     |
| 4    | Croatie                                    | 4  | 0      | 0      | 4     |
| 5    | Turquie                                    | 3  | 1      | 7      | 11    |
| 6    | URSS                                       | 3  | 0      | 3      | 6     |
| 7    | Lituanie                                   | 2  | 4      | 1      | 7     |
| 8    | / Grèce                                    | 2  | 3      | 2      | 7     |
| 9    | Italie                                     | 1  | 5      | 3      | 9     |
| 10   | / Serbie                                   | 1  | 1      | 4      | 6     |
| 11   | Serbie-et-Monténégro                       | 1  | 0      | 1      | 2     |
| 12   | Bosnie-Herzégovine                         | 1  | 0      | 0      | 1     |
| 13   | / Russie                                   | 0  | 4      | 2      | 6     |
| 14   | République tchèque                         | 0  | 2      | 0      | 2     |
| 15   | Lettonie                                   | 0  | 1      | 0      | 1     |
| 15   | Monténégro                                 | 0  | 1      | 0      | 1     |
| 17   | Allemagne de l'Ouest / Allemagne           | 0  | 0      | 2      | 2     |
| 18   | Israël                                     | 0  | 0      | 1      | 1     |

### Détail par pays
| Équipe                                     | 1971                                                                        | 1973                                                                        | 1975                                                                        | 1977                                                                        | 1979                                                                        | 1981                                                                        | 1983                                                                        | 1985                                                                        | 1987                                                                        | 1989                                                                        | 1991                                                                        | 1993                                                                        | 1995                                                                        | 1997                                                                        | 1999                                                                        | 2001                                                                        | 2003                                                        | 2004                                                        | 2005                                                        | 2006                                                        | 2007                                                        | 2008                                                        | 2009                                                        | 2010                                                        | 2011                                                        | 2012                                                        | 2013                                                        | 2014                                                        | 2015                                                        | 2016                                                        | 2017                                                        | 2018                                                        | 2019                                                        | 2022                                                        | 2023                                                        | 2024                                                        | Total |
| ------------------------------------------ | --------------------------------------------------------------------------- | --------------------------------------------------------------------------- | --------------------------------------------------------------------------- | --------------------------------------------------------------------------- | --------------------------------------------------------------------------- | --------------------------------------------------------------------------- | --------------------------------------------------------------------------- | --------------------------------------------------------------------------- | --------------------------------------------------------------------------- | --------------------------------------------------------------------------- | --------------------------------------------------------------------------- | --------------------------------------------------------------------------- | --------------------------------------------------------------------------- | --------------------------------------------------------------------------- | --------------------------------------------------------------------------- | --------------------------------------------------------------------------- | ----------------------------------------------------------- | ----------------------------------------------------------- | ----------------------------------------------------------- | ----------------------------------------------------------- | ----------------------------------------------------------- | ----------------------------------------------------------- | ----------------------------------------------------------- | ----------------------------------------------------------- | ----------------------------------------------------------- | ----------------------------------------------------------- | ----------------------------------------------------------- | ----------------------------------------------------------- | ----------------------------------------------------------- | ----------------------------------------------------------- | ----------------------------------------------------------- | ----------------------------------------------------------- | ----------------------------------------------------------- | ----------------------------------------------------------- | ----------------------------------------------------------- | ----------------------------------------------------------- | ----- |
| Allemagne de l'Ouest / Allemagne           | 9e                                                                          | 13e                                                                         | 9e                                                                          | 10e                                                                         | 4e                                                                          | 3e                                                                          | 3e                                                                          | 4e                                                                          | 6e                                                                          | 9e                                                                          | 7e                                                                          | 10e                                                                         |                                                                             |                                                                             |                                                                             |                                                                             |                                                             | 16e                                                         |                                                             | 15e                                                         |                                                             |                                                             | 11e                                                         | 13e                                                         | 8e                                                          | 5e                                                          | 8e                                                          | 7e                                                          | 7e                                                          | 9e                                                          | 13e                                                         | 9e                                                          | 14e                                                         |                                                             | 5e                                                          | 10e                                                         | 27    |
| Angleterre                                 |                                                                             | 16e                                                                         | 18e                                                                         |                                                                             |                                                                             |                                                                             |                                                                             |                                                                             |                                                                             |                                                                             |                                                                             |                                                                             | 12e                                                                         |                                                                             |                                                                             |                                                                             |                                                             |                                                             |                                                             |                                                             |                                                             |                                                             |                                                             |                                                             |                                                             | 16e                                                         |                                                             |                                                             | 14e                                                         | Grande-Bretagne                                             | Grande-Bretagne                                             | Grande-Bretagne                                             | Grande-Bretagne                                             | Grande-Bretagne                                             | Grande-Bretagne                                             | Grande-Bretagne                                             | 5     |
| Autriche                                   | 11e                                                                         | 15e                                                                         | 17e                                                                         |                                                                             | 11e                                                                         |                                                                             |                                                                             |                                                                             |                                                                             |                                                                             |                                                                             |                                                                             |                                                                             |                                                                             |                                                                             |                                                                             |                                                             |                                                             |                                                             |                                                             |                                                             |                                                             |                                                             |                                                             |                                                             |                                                             |                                                             |                                                             |                                                             |                                                             |                                                             |                                                             |                                                             |                                                             |                                                             |                                                             | 4     |
| Belgique                                   |                                                                             | 10e                                                                         | 7e                                                                          | 7e                                                                          | 8e                                                                          |                                                                             |                                                                             | 9e                                                                          | 11e                                                                         | 12e                                                                         | 11e                                                                         |                                                                             |                                                                             | 12e                                                                         |                                                                             |                                                                             |                                                             | 12e                                                         | 16e                                                         |                                                             |                                                             |                                                             |                                                             |                                                             |                                                             |                                                             | 14e                                                         |                                                             |                                                             |                                                             |                                                             |                                                             |                                                             |                                                             | 15e                                                         |                                                             | 13    |
| Bosnie-Herzégovine                         | Yougoslavie                                                                 | Yougoslavie                                                                 | Yougoslavie                                                                 | Yougoslavie                                                                 | Yougoslavie                                                                 | Yougoslavie                                                                 | Yougoslavie                                                                 | Yougoslavie                                                                 | Yougoslavie                                                                 | Yougoslavie                                                                 | Yougoslavie                                                                 |                                                                             |                                                                             |                                                                             |                                                                             |                                                                             |                                                             |                                                             |                                                             |                                                             |                                                             |                                                             |                                                             |                                                             |                                                             |                                                             |                                                             | 8e                                                          | 1er                                                         | 14e                                                         |                                                             |                                                             | 16e                                                         |                                                             |                                                             |                                                             | 4     |
| Bulgarie                                   |                                                                             |                                                                             | 10e                                                                         | 12e                                                                         | 6e                                                                          |                                                                             |                                                                             | 6e                                                                          |                                                                             | 10e                                                                         | 9e                                                                          |                                                                             |                                                                             |                                                                             |                                                                             |                                                                             | 12e                                                         |                                                             |                                                             |                                                             |                                                             |                                                             |                                                             | 12e                                                         | 15e                                                         |                                                             |                                                             |                                                             |                                                             |                                                             |                                                             |                                                             |                                                             |                                                             |                                                             | 15e                                                         | 10    |
| Croatie                                    | Yougoslavie                                                                 | Yougoslavie                                                                 | Yougoslavie                                                                 | Yougoslavie                                                                 | Yougoslavie                                                                 | Yougoslavie                                                                 | Yougoslavie                                                                 | Yougoslavie                                                                 | Yougoslavie                                                                 | Yougoslavie                                                                 | Yougoslavie                                                                 |                                                                             | 1er                                                                         | 8e                                                                          | 9e                                                                          | 12e                                                                         |                                                             | 10e                                                         | 8e                                                          | 4e                                                          | 8e                                                          | 7e                                                          | 6e                                                          | 1er                                                         | 1er                                                         | 8e                                                          | 6e                                                          | 11e                                                         | 9e                                                          | 4e                                                          | 4e                                                          | 1er                                                         | 8e                                                          | 14e                                                         |                                                             | 16e                                                         | 22    |
| Danemark                                   |                                                                             |                                                                             |                                                                             |                                                                             |                                                                             |                                                                             |                                                                             |                                                                             |                                                                             |                                                                             |                                                                             |                                                                             |                                                                             |                                                                             |                                                                             |                                                                             |                                                             |                                                             |                                                             |                                                             |                                                             |                                                             |                                                             | 16e                                                         |                                                             |                                                             |                                                             | 16e                                                         |                                                             |                                                             |                                                             |                                                             |                                                             | 16e                                                         |                                                             |                                                             | 3     |
| Écosse                                     |                                                                             |                                                                             | 19e                                                                         |                                                                             |                                                                             |                                                                             |                                                                             |                                                                             |                                                                             |                                                                             |                                                                             |                                                                             |                                                                             |                                                                             |                                                                             |                                                                             |                                                             |                                                             |                                                             |                                                             |                                                             |                                                             |                                                             |                                                             |                                                             |                                                             |                                                             |                                                             |                                                             | Grande-Bretagne                                             | Grande-Bretagne                                             | Grande-Bretagne                                             | Grande-Bretagne                                             | Grande-Bretagne                                             | Grande-Bretagne                                             | Grande-Bretagne                                             | 1     |
| Espagne                                    | 4e                                                                          | 2e                                                                          | 5e                                                                          | 5e                                                                          | 3e                                                                          | 9e                                                                          | 2e                                                                          | 2e                                                                          | 4e                                                                          | 6e                                                                          | 3e                                                                          | 2e                                                                          | 2e                                                                          | 6e                                                                          | 8e                                                                          | 3e                                                                          | 4e                                                          | 7e                                                          | 3e                                                          | 1er                                                         | 2e                                                          | 6e                                                          | 1er                                                         | 4e                                                          | 3e                                                          | 7e                                                          | 1er                                                         | 3e                                                          | 4e                                                          | 1er                                                         | 7e                                                          | 2e                                                          | 1er                                                         | 2e                                                          | 1er                                                         | 2e                                                          | 36    |
| Estonie                                    | URSS                                                                        | URSS                                                                        | URSS                                                                        | URSS                                                                        | URSS                                                                        | URSS                                                                        | URSS                                                                        | URSS                                                                        | URSS                                                                        | URSS                                                                        | URSS                                                                        |                                                                             |                                                                             |                                                                             |                                                                             |                                                                             |                                                             |                                                             |                                                             |                                                             |                                                             |                                                             |                                                             |                                                             |                                                             |                                                             |                                                             |                                                             |                                                             | 13e                                                         | 12e                                                         | 11e                                                         | 15e                                                         |                                                             |                                                             |                                                             | 4     |
| Finlande                                   |                                                                             |                                                                             |                                                                             |                                                                             |                                                                             | 4e                                                                          | 12e                                                                         | 10e                                                                         |                                                                             |                                                                             |                                                                             |                                                                             | 10e                                                                         |                                                                             |                                                                             |                                                                             |                                                             |                                                             |                                                             |                                                             |                                                             |                                                             |                                                             |                                                             |                                                             |                                                             |                                                             | 13e                                                         | 6e                                                          | 5e                                                          | 15e                                                         |                                                             |                                                             |                                                             | 12e                                                         | 11e                                                         | 9     |
| France                                     | 7e                                                                          | 7e                                                                          | 15e                                                                         | 6e                                                                          |                                                                             | 10e                                                                         | 7e                                                                          | 12e                                                                         | 5e                                                                          | 8e                                                                          |                                                                             | 7e                                                                          | 6e                                                                          | 4e                                                                          | 4e                                                                          | 5e                                                                          | 5e                                                          | 1er                                                         | 2e                                                          | 5e                                                          | 6e                                                          | 4e                                                          | 7e                                                          | 6e                                                          | 4e                                                          | 2e                                                          | 5e                                                          | 1er                                                         | 5e                                                          | 6e                                                          | 1er                                                         | 4e                                                          | 2e                                                          | 3e                                                          | 3e                                                          | 1er                                                         | 34    |
| Géorgie                                    | URSS                                                                        | URSS                                                                        | URSS                                                                        | URSS                                                                        | URSS                                                                        | URSS                                                                        | URSS                                                                        | URSS                                                                        | URSS                                                                        | URSS                                                                        | URSS                                                                        |                                                                             |                                                                             | 9e                                                                          | 7e                                                                          | 11e                                                                         |                                                             | 15e                                                         |                                                             |                                                             | 12e                                                         | 16e                                                         |                                                             |                                                             |                                                             |                                                             |                                                             |                                                             |                                                             |                                                             |                                                             | 16e                                                         |                                                             |                                                             |                                                             | 13e                                                         | 8     |
| Grèce                                      | 5e                                                                          | 5e                                                                          | 2e                                                                          | 8e                                                                          | 9e                                                                          | 7e                                                                          | 4e                                                                          |                                                                             | 7e                                                                          | 1er                                                                         | 2e                                                                          | 1er                                                                         | 3e                                                                          | 5e                                                                          | 2e                                                                          | 6e                                                                          | 8e                                                          | 5e                                                          | 13e                                                         | 9e                                                          | 7e                                                          | 12e                                                         | 14e                                                         | 10e                                                         | 11e                                                         | 9e                                                          | 3e                                                          | 9e                                                          | 13e                                                         | 16e                                                         |                                                             | 6e                                                          | 6e                                                          | 4e                                                          | 8e                                                          | 4e                                                          | 34    |
| Hongrie                                    |                                                                             |                                                                             |                                                                             |                                                                             |                                                                             |                                                                             | 11e                                                                         |                                                                             | 12e                                                                         |                                                                             |                                                                             |                                                                             |                                                                             |                                                                             |                                                                             |                                                                             |                                                             |                                                             |                                                             |                                                             |                                                             | 15e                                                         |                                                             |                                                             |                                                             |                                                             |                                                             |                                                             |                                                             |                                                             |                                                             |                                                             |                                                             |                                                             |                                                             |                                                             | 3     |
| Islande                                    |                                                                             |                                                                             | 16e                                                                         |                                                                             |                                                                             |                                                                             |                                                                             |                                                                             |                                                                             |                                                                             |                                                                             | 9e                                                                          |                                                                             |                                                                             |                                                                             |                                                                             |                                                             |                                                             | 14e                                                         | 16e                                                         |                                                             |                                                             |                                                             |                                                             |                                                             |                                                             |                                                             |                                                             |                                                             |                                                             |                                                             |                                                             |                                                             |                                                             |                                                             |                                                             | 4     |
| Israël                                     | 6e                                                                          | 6e                                                                          | 11e                                                                         | 11e                                                                         |                                                                             | 8e                                                                          |                                                                             | 7e                                                                          | 9e                                                                          | 7e                                                                          | 6e                                                                          | 8e                                                                          | 8e                                                                          | 3e                                                                          |                                                                             | 9e                                                                          | 10e                                                         | 11e                                                         | 9e                                                          | 7e                                                          | 11e                                                         | 11e                                                         | 13e                                                         | 15e                                                         |                                                             |                                                             |                                                             |                                                             | 15e                                                         |                                                             | 11e                                                         | 10e                                                         | 11e                                                         | 5e                                                          | 13e                                                         | 6e                                                          | 28    |
| Italie                                     | 2e                                                                          | 4e                                                                          | 4e                                                                          | 4e                                                                          | 2e                                                                          | 2e                                                                          | 5e                                                                          | 3e                                                                          | 2e                                                                          | 3e                                                                          | 1er                                                                         | 6e                                                                          | 5e                                                                          | 11e                                                                         |                                                                             | 10e                                                                         | 9e                                                          | 6e                                                          | 7e                                                          | 6e                                                          | 5e                                                          | 13e                                                         | 12e                                                         | 9e                                                          | 10e                                                         | 4e                                                          | 4e                                                          | 5e                                                          | 10e                                                         | 7e                                                          | 9e                                                          | 12e                                                         | 3e                                                          | 6e                                                          | 2e                                                          | 5e                                                          | 35    |
| Lettonie                                   | URSS                                                                        | URSS                                                                        | URSS                                                                        | URSS                                                                        | URSS                                                                        | URSS                                                                        | URSS                                                                        | URSS                                                                        | URSS                                                                        | URSS                                                                        | URSS                                                                        |                                                                             |                                                                             |                                                                             | 5e                                                                          | 8e                                                                          |                                                             | 13e                                                         | 11e                                                         | 11e                                                         | 9e                                                          | 10e                                                         | 9e                                                          | 14e                                                         | 6e                                                          | 10e                                                         | 13e                                                         | 2e                                                          | 11e                                                         | 11e                                                         | 8e                                                          | 8e                                                          | 13e                                                         | 10e                                                         | 11e                                                         | 7e                                                          | 21    |
| Lituanie                                   | URSS                                                                        | URSS                                                                        | URSS                                                                        | URSS                                                                        | URSS                                                                        | URSS                                                                        | URSS                                                                        | URSS                                                                        | URSS                                                                        | URSS                                                                        | URSS                                                                        | 5e                                                                          |                                                                             |                                                                             |                                                                             | 4e                                                                          | 11e                                                         | 4e                                                          | 4e                                                          | 10e                                                         | 3e                                                          | 1er                                                         | 2e                                                          | 2e                                                          | 13e                                                         | 11e                                                         | 9e                                                          | 10e                                                         | 2e                                                          | 2e                                                          | 6e                                                          | 7e                                                          | 9e                                                          | 1er                                                         | 4e                                                          | 9e                                                          | 22    |
| Macédoine du Nord                          | Yougoslavie                                                                 | Yougoslavie                                                                 | Yougoslavie                                                                 | Yougoslavie                                                                 | Yougoslavie                                                                 | Yougoslavie                                                                 | Yougoslavie                                                                 | Yougoslavie                                                                 | Yougoslavie                                                                 | Yougoslavie                                                                 | Yougoslavie                                                                 |                                                                             | 4e                                                                          | 10e                                                                         | 6e                                                                          |                                                                             | 7e                                                          |                                                             |                                                             |                                                             |                                                             |                                                             |                                                             |                                                             |                                                             |                                                             |                                                             |                                                             |                                                             |                                                             |                                                             |                                                             | 12e                                                         | 12e                                                         | 16e                                                         |                                                             | 7     |
| Monténégro                                 | Yougoslavie (1971-1991) puis République fédérale de Yougoslavie (1992-2003) | Yougoslavie (1971-1991) puis République fédérale de Yougoslavie (1992-2003) | Yougoslavie (1971-1991) puis République fédérale de Yougoslavie (1992-2003) | Yougoslavie (1971-1991) puis République fédérale de Yougoslavie (1992-2003) | Yougoslavie (1971-1991) puis République fédérale de Yougoslavie (1992-2003) | Yougoslavie (1971-1991) puis République fédérale de Yougoslavie (1992-2003) | Yougoslavie (1971-1991) puis République fédérale de Yougoslavie (1992-2003) | Yougoslavie (1971-1991) puis République fédérale de Yougoslavie (1992-2003) | Yougoslavie (1971-1991) puis République fédérale de Yougoslavie (1992-2003) | Yougoslavie (1971-1991) puis République fédérale de Yougoslavie (1992-2003) | Yougoslavie (1971-1991) puis République fédérale de Yougoslavie (1992-2003) | Yougoslavie (1971-1991) puis République fédérale de Yougoslavie (1992-2003) | Yougoslavie (1971-1991) puis République fédérale de Yougoslavie (1992-2003) | Yougoslavie (1971-1991) puis République fédérale de Yougoslavie (1992-2003) | Yougoslavie (1971-1991) puis République fédérale de Yougoslavie (1992-2003) | Yougoslavie (1971-1991) puis République fédérale de Yougoslavie (1992-2003) | Précédé par la Serbie-et-Monténégro                         | Précédé par la Serbie-et-Monténégro                         | Précédé par la Serbie-et-Monténégro                         | Précédé par la Serbie-et-Monténégro                         |                                                             |                                                             | 10e                                                         | 8e                                                          | 16e                                                         |                                                             | 15e                                                         |                                                             | 12e                                                         | 8e                                                          | 2e                                                          | 14e                                                         |                                                             | 9e                                                          | 14e                                                         |                                                             | 10    |
| Pays-Bas                                   |                                                                             |                                                                             | 6e                                                                          |                                                                             |                                                                             |                                                                             | 8e                                                                          |                                                                             |                                                                             |                                                                             |                                                                             |                                                                             |                                                                             |                                                                             |                                                                             |                                                                             |                                                             |                                                             |                                                             |                                                             |                                                             |                                                             |                                                             |                                                             |                                                             |                                                             |                                                             |                                                             |                                                             |                                                             |                                                             | 15e                                                         |                                                             | 15e                                                         |                                                             |                                                             | 4     |
| Pays de Galles                             |                                                                             |                                                                             | 20e                                                                         |                                                                             |                                                                             |                                                                             |                                                                             |                                                                             |                                                                             |                                                                             |                                                                             |                                                                             |                                                                             |                                                                             |                                                                             |                                                                             |                                                             |                                                             |                                                             |                                                             |                                                             |                                                             |                                                             |                                                             |                                                             |                                                             |                                                             |                                                             |                                                             | Grande-Bretagne                                             | Grande-Bretagne                                             | Grande-Bretagne                                             | Grande-Bretagne                                             | Grande-Bretagne                                             | Grande-Bretagne                                             | Grande-Bretagne                                             | 1     |
| Pologne                                    |                                                                             | 9e                                                                          | 14e                                                                         | 9e                                                                          |                                                                             | 11e                                                                         |                                                                             |                                                                             |                                                                             | 11e                                                                         |                                                                             | 11e                                                                         |                                                                             |                                                                             | 10e                                                                         |                                                                             |                                                             | 14e                                                         | 15e                                                         |                                                             |                                                             | 14e                                                         | 4e                                                          | 11e                                                         | 14e                                                         | 6e                                                          | 12e                                                         | 15e                                                         |                                                             | 15e                                                         |                                                             |                                                             |                                                             | 11e                                                         | 9e                                                          | 14e                                                         | 20    |
| Portugal                                   |                                                                             | 14e                                                                         | 13e                                                                         |                                                                             |                                                                             |                                                                             |                                                                             |                                                                             |                                                                             |                                                                             |                                                                             |                                                                             | 9e                                                                          |                                                                             |                                                                             |                                                                             |                                                             |                                                             |                                                             | 14e                                                         | 16e                                                         |                                                             |                                                             |                                                             |                                                             |                                                             |                                                             |                                                             |                                                             |                                                             |                                                             |                                                             |                                                             |                                                             |                                                             |                                                             | 4     |
| République tchèque                         | Précédé par la Tchécoslovaquie                                              | Précédé par la Tchécoslovaquie                                              | Précédé par la Tchécoslovaquie                                              | Précédé par la Tchécoslovaquie                                              | Précédé par la Tchécoslovaquie                                              | Précédé par la Tchécoslovaquie                                              | Précédé par la Tchécoslovaquie                                              | Précédé par la Tchécoslovaquie                                              | Précédé par la Tchécoslovaquie                                              | Précédé par la Tchécoslovaquie                                              | Précédé par la Tchécoslovaquie                                              | 12e                                                                         | 11e                                                                         |                                                                             |                                                                             |                                                                             |                                                             |                                                             |                                                             |                                                             | 13e                                                         | 2e                                                          | 16e                                                         |                                                             | 2e                                                          | 15e                                                         |                                                             |                                                             |                                                             |                                                             |                                                             |                                                             |                                                             |                                                             |                                                             |                                                             | 7     |
| Roumanie                                   |                                                                             |                                                                             |                                                                             |                                                                             |                                                                             |                                                                             |                                                                             |                                                                             | 8e                                                                          |                                                                             |                                                                             |                                                                             |                                                                             |                                                                             |                                                                             |                                                                             |                                                             |                                                             |                                                             |                                                             |                                                             |                                                             |                                                             |                                                             |                                                             |                                                             |                                                             |                                                             |                                                             |                                                             |                                                             |                                                             |                                                             |                                                             |                                                             |                                                             | 1     |
| Russie                                     | Précédé par l'URSS                                                          | Précédé par l'URSS                                                          | Précédé par l'URSS                                                          | Précédé par l'URSS                                                          | Précédé par l'URSS                                                          | Précédé par l'URSS                                                          | Précédé par l'URSS                                                          | Précédé par l'URSS                                                          | Précédé par l'URSS                                                          | Précédé par l'URSS                                                          | Précédé par l'URSS                                                          | 3e                                                                          |                                                                             | 2e                                                                          | 11e                                                                         | 2e                                                                          | 3e                                                          | 2e                                                          | 6e                                                          | 2e                                                          | 14e                                                         | 8e                                                          | 5e                                                          | 7e                                                          | 5e                                                          | 13e                                                         | 11e                                                         | 12e                                                         | 16e                                                         |                                                             | 16e                                                         |                                                             | 4e                                                          |                                                             |                                                             |                                                             | 20    |
| Serbie                                     | Yougoslavie (1971-1991) puis République fédérale de Yougoslavie (1992-2003) | Yougoslavie (1971-1991) puis République fédérale de Yougoslavie (1992-2003) | Yougoslavie (1971-1991) puis République fédérale de Yougoslavie (1992-2003) | Yougoslavie (1971-1991) puis République fédérale de Yougoslavie (1992-2003) | Yougoslavie (1971-1991) puis République fédérale de Yougoslavie (1992-2003) | Yougoslavie (1971-1991) puis République fédérale de Yougoslavie (1992-2003) | Yougoslavie (1971-1991) puis République fédérale de Yougoslavie (1992-2003) | Yougoslavie (1971-1991) puis République fédérale de Yougoslavie (1992-2003) | Yougoslavie (1971-1991) puis République fédérale de Yougoslavie (1992-2003) | Yougoslavie (1971-1991) puis République fédérale de Yougoslavie (1992-2003) | Yougoslavie (1971-1991) puis République fédérale de Yougoslavie (1992-2003) | Yougoslavie (1971-1991) puis République fédérale de Yougoslavie (1992-2003) | Yougoslavie (1971-1991) puis République fédérale de Yougoslavie (1992-2003) | Yougoslavie (1971-1991) puis République fédérale de Yougoslavie (1992-2003) | Yougoslavie (1971-1991) puis République fédérale de Yougoslavie (1992-2003) | Yougoslavie (1971-1991) puis République fédérale de Yougoslavie (1992-2003) | Précédé par la Serbie-et-Monténégro                         | Précédé par la Serbie-et-Monténégro                         | Précédé par la Serbie-et-Monténégro                         | Précédé par la Serbie-et-Monténégro                         | 1er                                                         | 5e                                                          | 3e                                                          | 5e                                                          | 9e                                                          | 3e                                                          | 2e                                                          | 6e                                                          | 8e                                                          | 10e                                                         | 3e                                                          | 5e                                                          | 7e                                                          | 13e                                                         | 7e                                                          | 3e                                                          | 16    |
| Serbie-et-Monténégro                       | Yougoslavie (1971-1991) puis République fédérale de Yougoslavie (1992-2003) | Yougoslavie (1971-1991) puis République fédérale de Yougoslavie (1992-2003) | Yougoslavie (1971-1991) puis République fédérale de Yougoslavie (1992-2003) | Yougoslavie (1971-1991) puis République fédérale de Yougoslavie (1992-2003) | Yougoslavie (1971-1991) puis République fédérale de Yougoslavie (1992-2003) | Yougoslavie (1971-1991) puis République fédérale de Yougoslavie (1992-2003) | Yougoslavie (1971-1991) puis République fédérale de Yougoslavie (1992-2003) | Yougoslavie (1971-1991) puis République fédérale de Yougoslavie (1992-2003) | Yougoslavie (1971-1991) puis République fédérale de Yougoslavie (1992-2003) | Yougoslavie (1971-1991) puis République fédérale de Yougoslavie (1992-2003) | Yougoslavie (1971-1991) puis République fédérale de Yougoslavie (1992-2003) | Yougoslavie (1971-1991) puis République fédérale de Yougoslavie (1992-2003) | Yougoslavie (1971-1991) puis République fédérale de Yougoslavie (1992-2003) | Yougoslavie (1971-1991) puis République fédérale de Yougoslavie (1992-2003) | Yougoslavie (1971-1991) puis République fédérale de Yougoslavie (1992-2003) | Yougoslavie (1971-1991) puis République fédérale de Yougoslavie (1992-2003) | 1er                                                         | 9e                                                          | 10e                                                         | 3e                                                          | Disparu, remplacé par la Serbie                             | Disparu, remplacé par la Serbie                             | Disparu, remplacé par la Serbie                             | Disparu, remplacé par la Serbie                             | Disparu, remplacé par la Serbie                             | Disparu, remplacé par la Serbie                             | Disparu, remplacé par la Serbie                             | Disparu, remplacé par la Serbie                             | Disparu, remplacé par la Serbie                             | Disparu, remplacé par la Serbie                             | Disparu, remplacé par la Serbie                             | Disparu, remplacé par la Serbie                             | Disparu, remplacé par la Serbie                             | Disparu, remplacé par la Serbie                             | Disparu, remplacé par la Serbie                             | Disparu, remplacé par la Serbie                             | 4     |
| Slovénie                                   | Yougoslavie                                                                 | Yougoslavie                                                                 | Yougoslavie                                                                 | Yougoslavie                                                                 | Yougoslavie                                                                 | Yougoslavie                                                                 | Yougoslavie                                                                 | Yougoslavie                                                                 | Yougoslavie                                                                 | Yougoslavie                                                                 | Yougoslavie                                                                 |                                                                             |                                                                             | 7e                                                                          | 12e                                                                         |                                                                             | 6e                                                          | 8e                                                          | 12e                                                         | 13e                                                         | 15e                                                         |                                                             |                                                             |                                                             |                                                             | 14e                                                         |                                                             |                                                             |                                                             |                                                             | 10e                                                         | 13e                                                         | 10e                                                         | 7e                                                          | 6e                                                          | 12e                                                         | 14    |
| Suède                                      | 10e                                                                         | 12e                                                                         | 12e                                                                         |                                                                             |                                                                             | 12e                                                                         | 10e                                                                         | 11e                                                                         |                                                                             |                                                                             |                                                                             |                                                                             |                                                                             |                                                                             |                                                                             |                                                                             |                                                             |                                                             |                                                             |                                                             |                                                             |                                                             |                                                             |                                                             |                                                             |                                                             | 16e                                                         |                                                             |                                                             | 12e                                                         | 14e                                                         |                                                             |                                                             |                                                             |                                                             |                                                             | 9     |
| Suisse                                     | 12e                                                                         |                                                                             |                                                                             |                                                                             |                                                                             |                                                                             |                                                                             |                                                                             |                                                                             |                                                                             | 12e                                                                         |                                                                             |                                                                             |                                                                             |                                                                             |                                                                             |                                                             |                                                             |                                                             |                                                             |                                                             |                                                             |                                                             |                                                             |                                                             |                                                             |                                                             |                                                             |                                                             |                                                             |                                                             |                                                             |                                                             |                                                             |                                                             |                                                             | 2     |
| Syrie                                      |                                                                             |                                                                             |                                                                             |                                                                             | 7e                                                                          |                                                                             |                                                                             |                                                                             |                                                                             |                                                                             |                                                                             | FIBA Asie                                                                   | FIBA Asie                                                                   | FIBA Asie                                                                   | FIBA Asie                                                                   | FIBA Asie                                                                   | FIBA Asie                                                   | FIBA Asie                                                   | FIBA Asie                                                   | FIBA Asie                                                   | FIBA Asie                                                   | FIBA Asie                                                   | FIBA Asie                                                   | FIBA Asie                                                   | FIBA Asie                                                   | FIBA Asie                                                   | FIBA Asie                                                   | FIBA Asie                                                   | FIBA Asie                                                   | FIBA Asie                                                   | FIBA Asie                                                   | FIBA Asie                                                   | FIBA Asie                                                   | FIBA Asie                                                   | FIBA Asie                                                   | FIBA Asie                                                   | 1     |
| Tchécoslovaquie                            |                                                                             | 11e                                                                         | 8e                                                                          |                                                                             |                                                                             |                                                                             |                                                                             |                                                                             |                                                                             |                                                                             | 10e                                                                         | Disparu, remplacé par la République tchèque et la Slovaquie                 | Disparu, remplacé par la République tchèque et la Slovaquie                 | Disparu, remplacé par la République tchèque et la Slovaquie                 | Disparu, remplacé par la République tchèque et la Slovaquie                 | Disparu, remplacé par la République tchèque et la Slovaquie                 | Disparu, remplacé par la République tchèque et la Slovaquie | Disparu, remplacé par la République tchèque et la Slovaquie | Disparu, remplacé par la République tchèque et la Slovaquie | Disparu, remplacé par la République tchèque et la Slovaquie | Disparu, remplacé par la République tchèque et la Slovaquie | Disparu, remplacé par la République tchèque et la Slovaquie | Disparu, remplacé par la République tchèque et la Slovaquie | Disparu, remplacé par la République tchèque et la Slovaquie | Disparu, remplacé par la République tchèque et la Slovaquie | Disparu, remplacé par la République tchèque et la Slovaquie | Disparu, remplacé par la République tchèque et la Slovaquie | Disparu, remplacé par la République tchèque et la Slovaquie | Disparu, remplacé par la République tchèque et la Slovaquie | Disparu, remplacé par la République tchèque et la Slovaquie | Disparu, remplacé par la République tchèque et la Slovaquie | Disparu, remplacé par la République tchèque et la Slovaquie | Disparu, remplacé par la République tchèque et la Slovaquie | Disparu, remplacé par la République tchèque et la Slovaquie | Disparu, remplacé par la République tchèque et la Slovaquie | Disparu, remplacé par la République tchèque et la Slovaquie | 3     |
| Turquie                                    | 8e                                                                          | 8e                                                                          |                                                                             | 1er                                                                         | 10e                                                                         | 6e                                                                          | 9e                                                                          | 8e                                                                          | 10e                                                                         | 4e                                                                          | 4e                                                                          | 4e                                                                          | 7e                                                                          |                                                                             | 3e                                                                          | 7e                                                                          | 2e                                                          | 3e                                                          | 1er                                                         | 8e                                                          | 4e                                                          | 3e                                                          | 8e                                                          | 3e                                                          | 7e                                                          | 1er                                                         | 7e                                                          | 4e                                                          | 3e                                                          | 3e                                                          | 5e                                                          | 3e                                                          | 5e                                                          | 8e                                                          | 10e                                                         | 8e                                                          | 34    |
| Ukraine                                    | URSS                                                                        | URSS                                                                        | URSS                                                                        | URSS                                                                        | URSS                                                                        | URSS                                                                        | URSS                                                                        | URSS                                                                        | URSS                                                                        | URSS                                                                        | URSS                                                                        |                                                                             |                                                                             |                                                                             |                                                                             |                                                                             |                                                             |                                                             | 5e                                                          | 12e                                                         | 10e                                                         | 9e                                                          | 15e                                                         |                                                             | 12e                                                         | 12e                                                         | 10e                                                         | 14e                                                         |                                                             |                                                             |                                                             |                                                             |                                                             |                                                             |                                                             |                                                             | 9     |
| URSS                                       | 3e                                                                          | 1er                                                                         | 1er                                                                         | 3e                                                                          | 5e                                                                          | 1er                                                                         | 6e                                                                          | 5e                                                                          | 3e                                                                          | 5e                                                                          | 5e                                                                          | Disparu                                                                     | Disparu                                                                     | Disparu                                                                     | Disparu                                                                     | Disparu                                                                     | Disparu                                                     | Disparu                                                     | Disparu                                                     | Disparu                                                     | Disparu                                                     | Disparu                                                     | Disparu                                                     | Disparu                                                     | Disparu                                                     | Disparu                                                     | Disparu                                                     | Disparu                                                     | Disparu                                                     | Disparu                                                     | Disparu                                                     | Disparu                                                     | Disparu                                                     | Disparu                                                     | Disparu                                                     | Disparu                                                     | 11    |
| Yougoslavie / Rép. fédérale de Yougoslavie | 1er                                                                         | 3e                                                                          | 3e                                                                          | 2e                                                                          | 1er                                                                         | 5e                                                                          | 1er                                                                         | 1er                                                                         | 1er                                                                         | 2e                                                                          | 8e                                                                          |                                                                             |                                                                             | 1er                                                                         | 1er                                                                         | 1er                                                                         | Disparu                                                     | Disparu                                                     | Disparu                                                     | Disparu                                                     | Disparu                                                     | Disparu                                                     | Disparu                                                     | Disparu                                                     | Disparu                                                     | Disparu                                                     | Disparu                                                     | Disparu                                                     | Disparu                                                     | Disparu                                                     | Disparu                                                     | Disparu                                                     | Disparu                                                     | Disparu                                                     | Disparu                                                     | Disparu                                                     | 11    |
| Total                                      | 12                                                                          | 16                                                                          | 20                                                                          | 12                                                                          | 11                                                                          | 12                                                                          | 12                                                                          | 12                                                                          | 12                                                                          | 12                                                                          | 12                                                                          | 12                                                                          | 12                                                                          | 12                                                                          | 12                                                                          | 12                                                                          | 12                                                          | 16                                                          | 16                                                          | 16                                                          | 16                                                          | 16                                                          | 16                                                          | 16                                                          | 16                                                          | 16                                                          | 16                                                          | 16                                                          | 16                                                          | 16                                                          | 16                                                          | 16                                                          | 16                                                          | 16                                                          | 16                                                          | 16                                                          |       |

Légende : en gras le pays organisateur.

## Division B

### Palmarès
| Année | Pays hôte               | Finale | Finale | Finale | Petite finale                                                                                              | Petite finale                                                                                              | Petite finale                                                                                              | MVP | |
| Année | Pays hôte               | Champion                                                                                                   | Score | Deuxième                                                                                                   | Troisième                                                                                                  | Score | Quatrième                                                                                                  | MVP | |
| ----- | ----------------------- | --- | --- | --- | --- | --- | --- | --- | --- |
| 2004  | Brighton Veliko Tarnovo | Ukraine | | Macédoine du Nord                                                                                          | Islande | | Angleterre                                                                                                 | non mis en place                                                                                           | |
| 2005  | Pravetz                 | Allemagne                                                                                                  | 77-63 | Portugal                                                                                                   | Géorgie | 77-67 | Bosnie-Herzégovine                                                                                         | non mis en place                                                                                           | |
| 2006  | Tallinn                 | République tchèque                                                                                         | 67-54 | Géorgie | Bulgarie                                                                                                   | 85-75 | Autriche                                                                                                   | non mis en place                                                                                           | |
| 2007  | Skopje                  | Pologne | 80-73 | Hongrie | Suède | 66-65 | Angleterre                                                                                                 | non mis en place                                                                                           | |
| 2008  | Sarajevo                | Allemagne (2)                                                                                              | 76-69 | Monténégro                                                                                                 | Bulgarie                                                                                                   | 81-61 | Suède | non mis en place                                                                                           | |
| 2009  | São João da Madeira     | Bulgarie                                                                                                   | 81-63 | Danemark                                                                                                   | Angleterre                                                                                                 | 78-63 | Slovénie                                                                                                   | Pavlin Ivanov                                                                                              | |
| 2010  | Tallinn                 | République tchèque (2)                                                                                     | 61-53 | Ukraine | Slovénie                                                                                                   | 62-60 | Pays-Bas                                                                                                   | Clint Capela                                                                                               | |
| 2011  | Strumica                | Slovénie                                                                                                   | 82-73 | Angleterre                                                                                                 | Bosnie-Herzégovine                                                                                         | 72-71 | Israël | Matic Rebec                                                                                                | |
| 2012  | Bucarest                | Belgique                                                                                                   | 56-46 | Monténégro                                                                                                 | Suède | 79-55 | Hongrie | Ludvig Håkanson                                                                                            | |
| 2013  | Sarajevo                | Danemark                                                                                                   | 72-69 | Bosnie-Herzégovine                                                                                         | Finlande                                                                                                   | 96-62 | Slovénie                                                                                                   | Jacob Larsen                                                                                               | |
| 2014  | Strumica                | Monténégro                                                                                                 | 76-73 | Israël | Angleterre                                                                                                 | 84-60 | République tchèque                                                                                         | Milos Popović                                                                                              | |
| 2015  | Sofia                   | Estonie | 64-56 | Pologne | Suède | 57-56 | Slovaquie                                                                                                  | Sander Raieste                                                                                             | |
| 2016  | Sofia                   | Russie | 82-76 | Israël | Slovénie                                                                                                   | 79-71 | Ukraine | Alexander Shashkov                                                                                         | |
| 2017  | Sofia                   | Grèce | 74-60 | Pays-Bas                                                                                                   | Géorgie | 64-63 | Grande-Bretagne                                                                                            | Nikolaos Rogkavopoulos                                                                                     | |
| 2018  | Sarajevo                | Russie (2)                                                                                                 | 83-77 | Bosnie-Herzégovine                                                                                         | Macédoine du Nord                                                                                          | 84-66 | République tchèque                                                                                         | Pavel Savkov                                                                                               | |
| 2019  | Podgorica               | Pologne (2)                                                                                                | 71-58 | Pays-Bas                                                                                                   | Danemark                                                                                                   | 85-54 | Monténégro                                                                                                 | Jeremy Sochan                                                                                              | |
| 2020  | -                       | Tournoi annulé en raison de la pandémie de coronavirus                                                     | Tournoi annulé en raison de la pandémie de coronavirus                                                     | Tournoi annulé en raison de la pandémie de coronavirus                                                     | Tournoi annulé en raison de la pandémie de coronavirus                                                     | Tournoi annulé en raison de la pandémie de coronavirus                                                     | Tournoi annulé en raison de la pandémie de coronavirus                                                     | Tournoi annulé en raison de la pandémie de coronavirus                                                     | Tournoi annulé en raison de la pandémie de coronavirus                                                     |
| 2021  | -                       | Tournoi annulé en raison de la pandémie de coronavirus et remplacé par les Challengers européens 2021 (en) | Tournoi annulé en raison de la pandémie de coronavirus et remplacé par les Challengers européens 2021 (en) | Tournoi annulé en raison de la pandémie de coronavirus et remplacé par les Challengers européens 2021 (en) | Tournoi annulé en raison de la pandémie de coronavirus et remplacé par les Challengers européens 2021 (en) | Tournoi annulé en raison de la pandémie de coronavirus et remplacé par les Challengers européens 2021 (en) | Tournoi annulé en raison de la pandémie de coronavirus et remplacé par les Challengers européens 2021 (en) | Tournoi annulé en raison de la pandémie de coronavirus et remplacé par les Challengers européens 2021 (en) | Tournoi annulé en raison de la pandémie de coronavirus et remplacé par les Challengers européens 2021 (en) |
| 2022  | Sofia                   | Allemagne (3)                                                                                              | 100-72 | Finlande                                                                                                   | Belgique                                                                                                   | 81-61 | Bulgarie                                                                                                   | Christian Anderson                                                                                         | |
| 2023  | Pitești                 | Croatie | 85-67 | Bulgarie                                                                                                   | Géorgie | 70-68 | Roumanie                                                                                                   | Borna Katanović                                                                                            | |
| 2024  | Skopje                  | | | | | | | | |

### Médailles par pays
Tableau actualisé après le championnat 2023.
| Rang | Nation             | Or | Argent | Bronze | Total |
| ---- | ------------------ | -- | ------ | ------ | ----- |
| 1    | Allemagne          | 3  | 0      | 0      | 3     |
| 2    | Pologne            | 2  | 1      | 0      | 3     |
| 3    | République tchèque | 2  | 0      | 0      | 2     |
| 3    | Russie             | 2  | 0      | 0      | 2     |
| 5    | Monténégro         | 1  | 2      | 0      | 3     |
| 6    | Bulgarie           | 1  | 1      | 2      | 4     |
| 7    | Danemark           | 1  | 1      | 1      | 3     |
| 8    | Ukraine            | 1  | 1      | 0      | 2     |
| 9    | Slovénie           | 1  | 0      | 2      | 3     |
| 10   | Belgique           | 1  | 0      | 1      | 2     |
| 11   | Croatie            | 1  | 0      | 0      | 1     |
| 11   | Estonie            | 1  | 0      | 0      | 1     |
| 11   | Grèce              | 1  | 0      | 0      | 1     |
| 14   | Bosnie-Herzégovine | 0  | 2      | 1      | 3     |
| 15   | Israël             | 0  | 2      | 0      | 2     |
| 15   | Pays-Bas           | 0  | 2      | 0      | 2     |
| 17   | Géorgie            | 0  | 1      | 3      | 4     |
| 18   | Angleterre         | 0  | 1      | 2      | 3     |
| 19   | Finlande           | 0  | 1      | 1      | 2     |
| 19   | Macédoine du Nord  | 0  | 1      | 1      | 2     |
| 21   | Hongrie            | 0  | 1      | 0      | 1     |
| 21   | Portugal           | 0  | 1      | 0      | 1     |
| 23   | Suède              | 0  | 0      | 3      | 3     |
| 24   | Islande            | 0  | 0      | 1      | 1     |

### Détail par pays
| Équipe             | 2004                                                     | 2005                                                     | 2006                                                     | 2007                                                     | 2008                                                     | 2009                                                     | 2010                                                     | 2011                                                     | 2012                                                     | 2013                                                     | 2014                                                     | 2015                                                     | 2016                                                     | 2017            | 2018            | 2019            | 2022            | 2023            | Total |
| ------------------ | -------------------------------------------------------- | -------------------------------------------------------- | -------------------------------------------------------- | -------------------------------------------------------- | -------------------------------------------------------- | -------------------------------------------------------- | -------------------------------------------------------- | -------------------------------------------------------- | -------------------------------------------------------- | -------------------------------------------------------- | -------------------------------------------------------- | -------------------------------------------------------- | -------------------------------------------------------- | --------------- | --------------- | --------------- | --------------- | --------------- | ----- |
| Albanie            | 19e                                                      |                                                          |                                                          |                                                          |                                                          |                                                          |                                                          |                                                          |                                                          |                                                          | 17e                                                      |                                                          |                                                          |                 |                 |                 |                 |                 | 2     |
| Allemagne          |                                                          | 1er                                                      |                                                          | 10e                                                      | 1er                                                      |                                                          |                                                          |                                                          |                                                          |                                                          |                                                          |                                                          |                                                          |                 |                 |                 | 1er             |                 | 4     |
| Angleterre         | 4e                                                       | 7e                                                       | 8e                                                       | 4e                                                       | 11e                                                      | 3e                                                       | 11e                                                      | 2e                                                       |                                                          | 6e                                                       | 3e                                                       |                                                          | 5e                                                       | Grande-Bretagne | Grande-Bretagne | Grande-Bretagne | Grande-Bretagne | Grande-Bretagne | 11    |
| Arménie            |                                                          |                                                          |                                                          |                                                          |                                                          |                                                          |                                                          | 6e                                                       |                                                          |                                                          |                                                          |                                                          |                                                          |                 |                 |                 |                 |                 | 1     |
| Autriche           | 15e                                                      | 15e                                                      | 4e                                                       | 14e                                                      | 14e                                                      |                                                          | 20e                                                      | 21e                                                      |                                                          | 14e                                                      | 8e                                                       | 14e                                                      | 22e                                                      |                 |                 | 21e             | 8e              | 18e             | 14    |
| Belgique           |                                                          |                                                          | 10e                                                      | 9e                                                       | 9e                                                       | 9e                                                       | 13e                                                      | 10e                                                      | 1er                                                      |                                                          | 5e                                                       | 6e                                                       | 7e                                                       | 6e              | 9e              | 5e              | 3e              |                 | 14    |
| Biélorussie        | 16e                                                      |                                                          |                                                          | 15e                                                      | 6e                                                       | 11e                                                      | 18e                                                      |                                                          | 10e                                                      | 20e                                                      |                                                          | 24e                                                      | 6e                                                       | 9e              | 16e             | 17e             |                 |                 | 12    |
| Bosnie-Herzégovine | 5e                                                       | 4e                                                       | 5e                                                       | 5e                                                       | 7e                                                       |                                                          |                                                          | 3e                                                       | 5e                                                       | 2e                                                       |                                                          |                                                          |                                                          | 12e             | 2e              |                 | 6e              | 11e             | 12    |
| Bulgarie           | 7e                                                       | 8e                                                       | 3e                                                       | 17e                                                      | 3e                                                       | 1er                                                      |                                                          |                                                          | 15e                                                      | 19e                                                      | 12e                                                      | 9e                                                       | 17e                                                      | 14e             | 11e             | 6e              | 4e              | 2e              | 16    |
| Chypre             | 18e                                                      | 17e                                                      |                                                          | 8e                                                       | 20e                                                      |                                                          |                                                          | 18e                                                      |                                                          |                                                          |                                                          |                                                          |                                                          | 22e             | 21e             | 18e             | 22e             |                 | 9     |
| Croatie            |                                                          |                                                          |                                                          |                                                          |                                                          |                                                          |                                                          |                                                          |                                                          |                                                          |                                                          |                                                          |                                                          |                 |                 |                 |                 | 1er             | 1     |
| Danemark           |                                                          |                                                          |                                                          |                                                          | 18e                                                      | 2e                                                       |                                                          | 17e                                                      | 13e                                                      | 1er                                                      |                                                          | 11e                                                      | 19e                                                      | 18e             | 12e             | 3e              |                 | 9e              | 11    |
| Écosse             |                                                          |                                                          |                                                          |                                                          |                                                          |                                                          |                                                          |                                                          |                                                          |                                                          | 18e                                                      | 23e                                                      | 24e                                                      | Grande-Bretagne | Grande-Bretagne | Grande-Bretagne | Grande-Bretagne | Grande-Bretagne | 3     |
| Estonie            | 12e                                                      | 5e                                                       | 12e                                                      | 12e                                                      | 10e                                                      |                                                          | 16e                                                      | 12e                                                      | 17e                                                      | 16e                                                      | 14e                                                      | 1er                                                      |                                                          |                 |                 |                 | 18e             | 6e              | 13    |
| Finlande           | 10e                                                      | 11e                                                      | 6e                                                       | 11e                                                      | 8e                                                       | 6e                                                       | 9e                                                       | 11e                                                      | 11e                                                      | 3e                                                       |                                                          |                                                          |                                                          |                 | 13e             | 13e             | 2e              |                 | 13    |
| Géorgie            |                                                          | 3e                                                       | 2e                                                       |                                                          |                                                          | 10e                                                      | 5e                                                       | 16e                                                      | 12e                                                      | 7e                                                       | 10e                                                      | 5e                                                       | 12e                                                      | 3e              |                 | 20e             | 12e             | 3e              | 14    |
| Grande-Bretagne    | Précédé par l'Angleterre , l'Écosse et le Pays de Galles | Précédé par l'Angleterre , l'Écosse et le Pays de Galles | Précédé par l'Angleterre , l'Écosse et le Pays de Galles | Précédé par l'Angleterre , l'Écosse et le Pays de Galles | Précédé par l'Angleterre , l'Écosse et le Pays de Galles | Précédé par l'Angleterre , l'Écosse et le Pays de Galles | Précédé par l'Angleterre , l'Écosse et le Pays de Galles | Précédé par l'Angleterre , l'Écosse et le Pays de Galles | Précédé par l'Angleterre , l'Écosse et le Pays de Galles | Précédé par l'Angleterre , l'Écosse et le Pays de Galles | Précédé par l'Angleterre , l'Écosse et le Pays de Galles | Précédé par l'Angleterre , l'Écosse et le Pays de Galles | Précédé par l'Angleterre , l'Écosse et le Pays de Galles | 4e              | 7e              | 10e             | 10e             | 10e             | 5     |
| Grèce              |                                                          |                                                          |                                                          |                                                          |                                                          |                                                          |                                                          |                                                          |                                                          |                                                          |                                                          |                                                          |                                                          | 1er             |                 |                 |                 |                 | 1     |
| Hongrie            | 9e                                                       | 10e                                                      | 11e                                                      | 2e                                                       |                                                          | 7e                                                       | 6e                                                       | 5e                                                       | 4e                                                       | 13e                                                      | 7e                                                       | 13e                                                      | 13e                                                      | 7e              | 17e             | 14e             | 13e             | 5e              | 17    |
| Irlande            | 17e                                                      | 14e                                                      | 16e                                                      | 16e                                                      |                                                          | 14e                                                      | 15e                                                      | 20e                                                      |                                                          | 18e                                                      | 21e                                                      | 19e                                                      | 20e                                                      | 11e             | 15e             | 16e             | 21e             | 21e             | 16    |
| Islande            | 3e                                                       |                                                          |                                                          |                                                          | 13e                                                      |                                                          |                                                          |                                                          |                                                          |                                                          |                                                          | 18e                                                      | 21e                                                      | 13e             | 6e              | 15e             | 5e              | 15e             | 9     |
| Israël             |                                                          |                                                          |                                                          |                                                          |                                                          |                                                          |                                                          | 4e                                                       | 6e                                                       | 9e                                                       | 2e                                                       |                                                          | 2e                                                       |                 |                 |                 |                 |                 | 5     |
| Kosovo             |                                                          |                                                          |                                                          |                                                          |                                                          |                                                          |                                                          |                                                          |                                                          |                                                          |                                                          |                                                          | 14e                                                      | 19e             | 23e             | 24e             |                 |                 | 4     |
| Luxembourg         |                                                          |                                                          | 14e                                                      |                                                          |                                                          | 16e                                                      | 12e                                                      | 15e                                                      | 18e                                                      | 21e                                                      | 22e                                                      | 20e                                                      | 23e                                                      | 20e             | 24e             |                 | 20e             | 14e             | 13    |
| Macédoine du Nord  | 2e                                                       | 16e                                                      |                                                          | 18e                                                      | 15e                                                      |                                                          |                                                          | 19e                                                      | 7e                                                       | 8e                                                       | 9e                                                       | 22e                                                      | 16e                                                      | 15e             | 3e              |                 |                 |                 | 12    |
| Monténégro         |                                                          |                                                          |                                                          | 6e                                                       | 2e                                                       |                                                          |                                                          |                                                          | 2e                                                       |                                                          | 1er                                                      |                                                          |                                                          |                 |                 | 4e              |                 |                 | 5     |
| Norvège            |                                                          |                                                          | 15e                                                      | 20e                                                      |                                                          |                                                          | 19e                                                      |                                                          | 20e                                                      | 22e                                                      | 19e                                                      | 21e                                                      | 18e                                                      | 24e             | 22e             | 23e             | 17e             | 20e             | 13    |
| Pays-Bas           | 11e                                                      | 18e                                                      | 13e                                                      | 7e                                                       | 17e                                                      | 15e                                                      | 4e                                                       | 7e                                                       | 9e                                                       | 12e                                                      | 11e                                                      | 8e                                                       | 11e                                                      | 2e              |                 | 2e              |                 | 17e             | 16    |
| Pologne            |                                                          |                                                          | 7e                                                       | 1er                                                      |                                                          |                                                          |                                                          |                                                          |                                                          |                                                          |                                                          | 2e                                                       |                                                          | 10e             | 5e              | 1er             |                 |                 | 6     |
| Portugal           | 8e                                                       | 2e                                                       |                                                          |                                                          | 16e                                                      | 13e                                                      | 10e                                                      | 9e                                                       | 8e                                                       | 15e                                                      | 20e                                                      | 12e                                                      | 9e                                                       | 16e             | 14e             | 11e             | 9e              | 13e             | 16    |
| République tchèque | 6e                                                       | 13e                                                      | 1er                                                      |                                                          |                                                          |                                                          | 1er                                                      |                                                          |                                                          | 5e                                                       | 4e                                                       | 16e                                                      | 8e                                                       | 8e              | 4e              | 7e              | 16e             | 8e              | 13    |
| Roumanie           | 13e                                                      | 12e                                                      | 18e                                                      | 19e                                                      | 19e                                                      | 8e                                                       | 17e                                                      | 8e                                                       | 14e                                                      | 10e                                                      | 15e                                                      | 17e                                                      | 15e                                                      | 21e             | 8e              | 8e              | 15e             | 4e              | 18    |
| Russie             |                                                          |                                                          |                                                          |                                                          |                                                          |                                                          |                                                          |                                                          |                                                          |                                                          |                                                          |                                                          | 1er                                                      |                 | 1er             |                 |                 |                 | 2     |
| Slovaquie          |                                                          | 6e                                                       | 17e                                                      | 13e                                                      |                                                          | 12e                                                      | 8e                                                       | 22e                                                      | 19e                                                      | 17e                                                      |                                                          | 4e                                                       | 10e                                                      | 23e             | 20e             | 19e             | 19e             | 7e              | 15    |
| Slovénie           |                                                          |                                                          |                                                          |                                                          | 5e                                                       | 4e                                                       | 3e                                                       | 1er                                                      |                                                          | 4e                                                       | 6e                                                       | 7e                                                       | 3e                                                       |                 |                 |                 |                 |                 | 8     |
| Suède              | 14e                                                      | 9e                                                       | 9e                                                       | 3e                                                       | 4e                                                       | 5e                                                       | 14e                                                      | 14e                                                      | 3e                                                       |                                                          | 13e                                                      | 3e                                                       |                                                          |                 | 19e             | 12e             | 7e              | 12e             | 15    |
| Suisse             |                                                          |                                                          |                                                          |                                                          | 12e                                                      |                                                          | 7e                                                       | 13e                                                      | 16e                                                      | 11e                                                      | 16e                                                      | 15e                                                      |                                                          | 17e             | 18e             | 22e             | 11e             | 19e             | 12    |
| Ukraine            | 1er                                                      |                                                          |                                                          |                                                          |                                                          |                                                          | 2e                                                       |                                                          |                                                          |                                                          |                                                          | 10e                                                      | 4e                                                       | 5e              | 10e             | 9e              | 14e             | 16e             | 9     |
| Total              | 19                                                       | 18                                                       | 18                                                       | 20                                                       | 20                                                       | 16                                                       | 20                                                       | 22                                                       | 20                                                       | 22                                                       | 22                                                       | 24                                                       | 24                                                       | 24              | 24              | 24              | 22              | 21              |       |

Légende : en gras le pays organisateur.

## Division C

### Palmarès
| Année | Pays hôte          | Finale | Finale | Finale | Petite finale                                                                                              | Petite finale                                                                                              | Petite finale                                                                                              | MVP | |
| Année | Pays hôte          | Champion                                                                                                   | Score | Deuxième                                                                                                   | Troisième                                                                                                  | Score | Quatrième                                                                                                  | MVP | |
| ----- | ------------------ | --- | --- | --- | --- | --- | --- | --- | --- |
| 2000  | Malte              | Écosse | | Andorre | Malte | | Pays de Galles                                                                                             | non mis en place                                                                                           | |
| 2002  | Nicosie            | Chypre | | Luxembourg                                                                                                 | Écosse | | Andorre | non mis en place                                                                                           | |
| 2004  | Andorre-la-Vieille | Andorre | | Luxembourg                                                                                                 | Écosse | | Pays de Galles                                                                                             | non mis en place                                                                                           | |
| 2006  | Andorre-la-Vieille | Luxembourg                                                                                                 | 85-69 | Écosse | Chypre | 59-42 | Malte | non mis en place                                                                                           | |
| 2008  | Gibraltar          | Écosse (2)                                                                                                 | 102-39 | Pays de Galles                                                                                             | Moldavie                                                                                                   | 75-69 | Gibraltar                                                                                                  | non mis en place                                                                                           | |
| 2010  | Andorre-la-Vieille | Chypre (2)                                                                                                 | 74-30 | Écosse | Andorre | 86-54 | Saint-Marin                                                                                                | non mis en place                                                                                           | |
| 2011  | Saint-Marin        | Andorre (2)                                                                                                | 84-70 | Saint-Marin                                                                                                | Pays de Galles                                                                                             | 77-67 | Malte | Jordi Moliné De La Rosa                                                                                    | |
| 2012  | Gibraltar          | Monaco | 61-53 | Écosse | Gibraltar                                                                                                  | 50-45 | Saint-Marin                                                                                                | Daniel Pieper                                                                                              | |
| 2013  | Gibraltar          | Gibraltar                                                                                                  | | Écosse | Andorre | | Pays de Galles                                                                                             | Timothy Fava                                                                                               | |
| 2014  | La Valette         | Malte | | Andorre | Pays de Galles                                                                                             | | Gibraltar                                                                                                  | non attribué                                                                                               | |
| 2015  | Saint-Marin        | Saint-Marin                                                                                                | 76-59 | Kosovo | Malte | 55-44 | Pays de Galles                                                                                             | Etnik Peci                                                                                                 | |
| 2016  | Nicosie            | Chypre (3)                                                                                                 | 62-50 | Azerbaïdjan                                                                                                | Moldavie                                                                                                   | 81-56 | Gibraltar                                                                                                  | Papuna Kirtadze                                                                                            | |
| 2017  | Andorre-la-Vieille | Arménie | 88-70 | Gibraltar                                                                                                  | Azerbaïdjan                                                                                                | 75-55 | Andorre | Georgi Shakhnazarov                                                                                        | |
| 2018  | Serravalle         | Andorre (3)                                                                                                | 84-49 | Pays de Galles                                                                                             | Autriche                                                                                                   | 65-43 | Saint-Marin                                                                                                | Sergi Serrato                                                                                              | |
| 2019  | Tirana             | Luxembourg (2)                                                                                             | 78-50 | Andorre | Pays de Galles                                                                                             | 84-72 | Écosse | Miguel Marti                                                                                               | |
| 2020  | -                  | Tournoi annulé en raison de la pandémie de coronavirus                                                     | Tournoi annulé en raison de la pandémie de coronavirus                                                     | Tournoi annulé en raison de la pandémie de coronavirus                                                     | Tournoi annulé en raison de la pandémie de coronavirus                                                     | Tournoi annulé en raison de la pandémie de coronavirus                                                     | Tournoi annulé en raison de la pandémie de coronavirus                                                     | Tournoi annulé en raison de la pandémie de coronavirus                                                     | Tournoi annulé en raison de la pandémie de coronavirus                                                     |
| 2021  | -                  | Tournoi annulé en raison de la pandémie de coronavirus et remplacé par les Challengers européens 2021 (en) | Tournoi annulé en raison de la pandémie de coronavirus et remplacé par les Challengers européens 2021 (en) | Tournoi annulé en raison de la pandémie de coronavirus et remplacé par les Challengers européens 2021 (en) | Tournoi annulé en raison de la pandémie de coronavirus et remplacé par les Challengers européens 2021 (en) | Tournoi annulé en raison de la pandémie de coronavirus et remplacé par les Challengers européens 2021 (en) | Tournoi annulé en raison de la pandémie de coronavirus et remplacé par les Challengers européens 2021 (en) | Tournoi annulé en raison de la pandémie de coronavirus et remplacé par les Challengers européens 2021 (en) | Tournoi annulé en raison de la pandémie de coronavirus et remplacé par les Challengers européens 2021 (en) |
| 2022  | Prizren            | Andorre (4)                                                                                                | 84-65 | Arménie | Albanie | 68-53 | Kosovo | Gregory Moghoyan                                                                                           | |
| 2023  | Pristina           | Chypre (4)                                                                                                 | 78-75 | Azerbaïdjan                                                                                                | Andorre | 97-59 | Kosovo | Demir Öztoprak                                                                                             | |
| 2024  | Albanie            | | | | | | | | |

### Médailles par pays
Tableau actualisé après le championnat 2023.
| Rang | Nation         | Or | Argent | Bronze | Total |
| ---- | -------------- | -- | ------ | ------ | ----- |
| 1    | Andorre        | 4  | 3      | 3      | 10    |
| 2    | Pologne        | 4  | 0      | 1      | 5     |
| 3    | Écosse         | 2  | 4      | 2      | 8     |
| 4    | Luxembourg     | 2  | 2      | 0      | 4     |
| 5    | Gibraltar      | 1  | 1      | 1      | 3     |
| 6    | Arménie        | 1  | 1      | 0      | 2     |
| 6    | Saint-Marin    | 1  | 1      | 0      | 2     |
| 8    | Malte          | 1  | 0      | 2      | 3     |
| 9    | Monaco         | 1  | 0      | 0      | 1     |
| 10   | Pays de Galles | 0  | 2      | 3      | 5     |
| 11   | Azerbaïdjan    | 0  | 2      | 1      | 3     |
| 12   | Kosovo         | 0  | 1      | 0      | 1     |
| 13   | Moldavie       | 0  | 0      | 2      | 2     |
| 14   | Albanie        | 0  | 0      | 1      | 1     |
| 14   | Autriche       | 0  | 0      | 1      | 1     |

### Détail par pays
| Équipe         | 2000 | 2002 | 2004 | 2006 | 2008 | 2010 | 2011 | 2012 | 2013 | 2014 | 2015 | 2016 | 2017 | 2018 | 2019 | 2022 | 2023 | Total |
| -------------- | ---- | ---- | ---- | ---- | ---- | ---- | ---- | ---- | ---- | ---- | ---- | ---- | ---- | ---- | ---- | ---- | ---- | ----- |
| Albanie        |      |      |      |      |      |      |      |      |      |      | 5e   | 10e  | 6e   | 8e   | 5e   | 3e   | 6e   | 7     |
| Andorre        | 2e   | 4e   | 1er  | 6e   | 7e   | 3e   | 1er  | 5e   | 3e   | 2e   | 6e   | 6e   | 4e   | 1er  | 2e   | 1er  | 3e   | 17    |
| Arménie        |      |      |      |      |      |      |      |      |      |      |      | 8e   | 1er  |      |      | 2e   | 5e   | 4     |
| Autriche       |      |      |      |      |      |      |      |      |      |      |      |      |      | 3e   |      |      |      | 1     |
| Azerbaïdjan    |      |      |      |      |      |      |      |      |      |      |      | 2e   | 3e   | 6e   |      |      | 2e   | 4     |
| Chypre         |      | 1er  |      | 3e   |      | 1er  |      |      |      |      |      | 1er  |      |      |      |      | 1er  | 5     |
| Écosse         | 1er  | 3e   | 3e   | 2e   | 1er  | 2e   |      | 2e   | 2e   |      |      |      |      | 5e   | 4e   |      |      | 10    |
| Gibraltar      | 5e   | 6e   | 5e   |      | 4e   | 8e   | 6e   | 3e   | 1er  | 4e   | 8e   | 4e   | 2e   | 10e  | 7e   | 8e   | 9e   | 16    |
| Kosovo         |      |      |      |      |      |      |      |      |      |      | 2e   |      |      |      |      | 4e   | 4e   | 3     |
| Luxembourg     |      | 2e   | 2e   | 1er  |      |      |      |      |      |      |      |      |      |      | 1er  |      |      | 4     |
| Malte          | 3e   | 5e   |      | 4e   | 6e   | 6e   | 4e   | 6e   |      | 1er  | 3e   | 5e   | 10e  | 7e   | 9e   | 6e   | 7e   | 15    |
| Moldavie       |      |      |      |      | 3e   |      |      |      |      |      |      | 3e   | 8e   | 9e   | 6e   | 5e   |      | 6     |
| Monaco         |      |      |      | 8e   | 5e   | 7e   | 5e   | 1er  |      |      | 7e   |      | 5e   |      |      |      |      | 7     |
| Pays de Galles | 4e   |      | 4e   | 7e   | 2e   | 5e   | 3e   | 7e   | 4e   | 3e   | 4e   | 9e   | 7e   | 2e   | 3e   |      |      | 14    |
| Saint-Marin    |      |      |      | 5e   | 8e   | 4e   | 2e   | 4e   | 5e   | 5e   | 1er  | 7e   | 9e   | 4e   | 8e   | 7e   | 8e   | 14    |
| Total          | 5    | 6    | 5    | 8    | 8    | 8    | 6    | 7    | 5    | 5    | 8    | 10   | 10   | 10   | 9    | 8    | 9    |       |

Légende : en gras le pays organisateur.